# Бранко Г. Аџемовић
Бранко Г. Аџемовић (Трстеник, 10. мај 1888 – Вашингтон, 25. август 1962) је био југословенски дипломата и правник.
Отац му је био учитељ Грујица Аџемовић. Школовао се у Београду и дипломирао је на Правном факултету 1912. године. Војни рок је одслужио у IV коњичком пуку (1914−1915). У истој јединици је служио као ђак-поднаредник и водник од 1915. до 1916, те коњички поднаредник и у том чину је био на војној дужности до 24. маја 1919. године. После ратова имао је чин коњичког капетана I класе.

## Каријера
Радио је у Министарству финансија и Хипотекарној банци. Чиновничку каријеру је почео као судски писар марта 1919, унапређен је у судију Среског суда у Аранђеловцу, децембра исте године.
Примљен је у службу Министарства иностраних дела Краљевине Срба, Хрвата и Словенаца јануара 1920. године, и одмах постављен за вицеконзула у Њујорку. Одређен је да отвори Конзулату у Денверу и постављен за в.д. конзула у том граду, марта 1923. године. Потом је премештен за секретара Посланства у Вашингтону, јуна 1924. године.
По сопственој молби повучен је на рад у министарство 1928, јер није могао да живи у Вашингтону од секретарских принадлежности.  Неколико месеци у току друге половине те године био је и в.д. шефа Канцеларије министра иностраних послова. Постављен је за генералног конзула у Марсеју јуна 1929, и ту дужност је преузео у току септембра. Доцније је премештен за генералног конзула у Солуну, септембра 1932, а на нову дужност је отпутовао у току новембра. Унапређен је у посланика у Анкари 19. јуна 1937. године. Због слања недовољно проверених и непотврђених информација о нелојалности Турске према Балканској антанти и Југославији, нови министар иностраних послова Александар Цинцар-Марковић га је преместио за посланика у Каиру марта 1939, а нову дужност је преузео почетком јуна. На почетку рада на новој дужности уследила је посета, на до тада највишем државном нивоу у билатералним односима, египатског министра иностраних послова Абдел Фатаха Јахја паше и генералног саветника Министарства иностраних послова Абдел Кхалек Хасуна беја Београду, 6-10. јула 1939. године. У разговорима са кнезом Палвом Карађорђевићем, председником владе Драгишом Цветковићем и министром иностраних послова Александром Цинцаром-Марковићем, тежило се унапређењу југословенско-египатских политичких, економских и културних односа. Бранк Аџемовић је пензионисан на положају посланика у Каиру, 16. маја 1941, јер је нови министар иностраних послова Момчило Нинчић желео да се ослободи наслеђеног помоћника министра Милоја Смиљанића и преместио га је за новог посланика у Каиру.
У току Другог светског рата налазио се у Кејптауну на нижој дужности. Писао је чланке о југословенским колонијама у САД и бавио се песништвом. После рата, у емиграцији је предавао на Барт колеџу у држави Њујорк.